# Linda Ferga-Khodadin
Linda Ferga-Khodadin (París, Francia, 24 de diciembre de 1976) es una atleta francesa especializada en la prueba de 60 m vallas, en la que consiguió ser medallista de bronce mundial en pista cubierta en 2004.

## Carrera deportiva
En el Campeonato Europeo de Atletismo en Pista Cubierta de 2002 ganó la medalla de oro en los 60 m vallas, con un tiempo de 7.96 segundos, por delante de la alemana Kirsten Bolm  (plata con 7.97 segundos) y su paisana francesa Patricia Girard.
En el Campeonato Mundial de Atletismo en Pista Cubierta de 2004 ganó la medalla de bronce en los 60 m vallas, llegando a meta en un tiempo de 7.82 segundos que fue récord nacional, tras la canadiense Perdita Felicien y la estadounidense Gail Devers (plata).